# 室井慎次 生き続ける者
『室井慎次 生き続ける者』（むろいしんじ いきつづけるもの、英題: STAY ALIVE）は、『踊る大捜査線』シリーズのスピンオフ映画。2024年11月8日から11月10日まで先行上映が行われ、11月15日に『THE ODORU LEGEND CONTINUES』として公開された。

## 概要
1997年から2012年にかけて制作されたフジテレビ系列のテレビドラマ及びその劇場版映画作品である『踊る大捜査線』シリーズで柳葉敏郎が演じる人気キャラクター・室井慎次を主人公に描く映画2部作の後編で、『室井慎次 敗れざる者』の続編。
本作では小泉今日子演じる猟奇殺人犯・日向真奈美が2010年公開の『踊る大捜査線 THE MOVIE3  ヤツらを解放せよ!』以来14年ぶりに登場する。
そしてエンドロール後のラストカットには、織田裕二演じる『踊る大捜査線』シリーズの主人公・青島俊作が『踊る大捜査線 THE FINAL 新たなる希望』以来12年ぶりに登場（ノンクレジット）。本作における青島の登場は当初その事実が伏せられており、公開10日後の11月25日に製作会社の東宝による公式発表で初めて明かされた。
また、前編『敗れざる者』から出演し公開後の2025年3月11日に死去したいしだあゆみの遺作となった。

## ストーリー
新城賢太郎の要請を受け、室井慎次は死体遺棄事件の捜査に協力することになった。そんなある日、室井の自宅車庫が火災に見舞われ、官僚時代に着ていた服も全焼してしまう。警察官の乃木真守、石津百男、長部音松に被害届を出すよう促されるも、室井はそれを拒否した。その後、捜査協力のため北大仙署を訪れた室井は、桜章太郎から火災当日の自宅付近の防犯カメラ映像を見せられる。そこには、火をつける日向杏の姿が映っていた。
その頃、室井が面倒を見る森貴仁（タカ）は、思いを寄せる大川紗耶香を自宅に誘う。しかし、彼女の父親がタカの母親の事件を知っていたため、誘いは断られてしまう。一方、柳町凛久（リク）は、市毛商店で売られている大好きなチョコレートを万引きしようとし、店主の市毛きぬに制止された。迎えに来た室井に、リクは「杏姉ちゃんに『お菓子を取ってもいい』と言われた」と打ち明けた。
ある日、杏は室井の暗証番号付き金庫から猟銃を取り出そうとするが、室井に見つかってしまう。室井は咎めることなく、共に一発の銃弾を撃った。杏はその衝撃で手を震わせた。
一方、捜査本部は、当時の犯人グループ内で内紛が起こり、瀬川吉雄が殺害されたと見て捜査を進めていた。室井が捜査協力で北大仙署に滞在している最中、犯人から電話が入る。その声から、室井は「台場会社役員連続殺人事件」の犯人グループにいた国見昇だと確信する。直ちに警察は国見の潜伏するマンションに突入し、彼の身柄を確保した。
室井は子供たちとの話の中で恋人であった野口江里子を思い出し、海の近くで佇んでいた。すると、後をつけてきた新城がやって来る。新城は、秋田県警が室井の提唱した所轄と本庁の連携による合同捜査モデルを構築することを室井に報告した。そして、室井は国見がまだ自供していないという事実を知る。
室井は北大仙署を訪れ、桜と共に国見のいる取調室へ向かう。仁狩英明管理官に制止されるも、桜は沖田仁美に電話をかけ、沖田は室井を取調室に入れるよう指示する。室井は国見に対し、恩田すみれと杏について語り始めた。すみれは、国見に撃たれた傷が原因で後遺症に苦しみ、警察を退職していた。一方、杏は実母である日向真奈美の洗脳に苦しんでいた。そして室井は「事件によって苦しむ家族がいる」と国見に語りかけ、国見はついに自白する。その様子を見た桜は、一連の事件は日向真奈美に洗脳された者たちによる犯行ではないかと室井に問いかけた。
またある日、リクの父である柳町明楽が室井のもとを訪ねてきた。そして、室井にリクの引き取りを懇願した。児童相談所の松木敬子と端野則次は、リクを明楽のもとに帰すという判断を下し、室井にリクたち家族とは二度と会わないと誓約させた。しかし、室井は明楽に接触し、リクに二度と暴力を振るわないと約束させた。そのことをタカと杏に伝え、最後の一日として温泉や外食など楽しい時間を共に過ごし、リクを明楽のもとへ帰した。
タカは愛読していた小説を売り払い、東京大学の参考書を購入して勉学に励んだ。リクが室井たちの元を去り、寂しさを募らせる日々が続く。そんな夜、杏は誤って皿を割ってしまう。その時、室井に車庫に放火したことを打ち明けた。室井はそんな杏を優しく抱きしめる。その直後、リクが傷だらけの姿で室井の家に帰ってきて倒れてしまう。
翌日、明楽はリクを追いかけて室井の家を訪ねてくる。明楽は室井に、再びリクを殴ってしまったことを告白するが、室井はリクを明楽のもとに帰すことを断固として拒否する。明楽は逆上し、室井たちの飼い犬であるシンペイを野に放ち、家にあったナタを振り回し、室井を殺害しようとする。それを見た杏は猟銃の入った金庫の暗証番号を思い出し、猟銃を取り出した。そして、明楽のすぐ上の天井へ向かって放った。その時、明楽が室井の家に歩いていくのを目撃し、不審に思っていた乃木が到着し、明楽を確保した。その後、室井はシンペイを探しに行くが、翌朝捜索隊により、シンペイの隣に心肺停止の状態で倒れているところを発見されるも、死亡した。
室井がよく座っていたロッキングチェアに新城ら秋田県警の面々が敬礼する。新城は室井の意志を継ぎ、所轄と本庁の連携の仕組みを秋田から始めることにしたのだ。そして、その案である「室井モデル」を椅子に置いた。長部や石津夫妻も花を椅子に手向けていく。長部は室井から里子たちの養育費が入った通帳を渡されており、それを里子たちに託した。石津夫妻の息子で、家を出て行った石津智明は室井が電話して頼んだ東京の警察官に言われ、秋田へ戻ってきていた。石津夫妻は感謝の気持ちを室井へ向けた。そして、きぬも室井の家を訪れた。市毛商店で暴れていた不良である喜内三津留らは室井の影響で改心し、室井の椅子に花を手向けていた。それを見たきぬは室井の意志が若者たちに継がれていることを実感した。3人の子供たちは、室井が酔っ払っていた時に話していた夢を実現するため、それぞれの道を歩んでいった。リクは石津夫妻に面倒を見てもらい、杏は市毛商店で働いていた。タカは東京大学に合格し、授業を受けている。
月日が流れ、青島俊作が室井の家を訪れた。しかし、青島は呼び出しをくらい、渋々室井の家を後にするのだった。

## 登場人物
警察での役職は公式HP、劇場パンフレット等にて確認されているものについてのみ記す。
室井家
- 室井慎次（元警察庁長官官房審議官交通局担当）：柳葉敏郎
- 日向杏（日向真奈美の娘）：福本莉子
- 森貴仁（タカ）：齋藤潤
- 柳町凛久（リク）：前山くうが・前山こうが(ダブルキャスト)
- シンペイ（室井家の秋田犬）：緋菜・千尋（ダブルキャスト）

警視庁
- 桜章太郎（警視庁刑事部捜査第一課）：松下洸平
- 仁狩英明（警視庁刑事部捜査第一課管理官）：西村直人
- 捜査員（捜査一課）：古米翔太、内田航 

秋田県警
- 乃木真守（秋田県警察北大仙署地域課）：矢本悠馬
- 新城賢太郎（秋田県警察本部長）：筧利夫
- 三波行（秋田県警察本部・捜査一課）：平島厚志

警察庁
- 沖田仁美（警察庁長官官房審議官）：真矢ミキ

過去事件の関係者
- 国見昇（20年前の事件の犯人）：マギー
- 高橋健三 ：入江雅人（クレジットなし、写真出演）
- 三島龍也 ：森下能幸（クレジットなし、写真出演）
- 中島高志 ：木村靖司（クレジットなし、写真出演）
- 瀬川吉雄 ：三宅弘城（クレジットなし、写真、ライブラリ出演）

里子達に関わる人物
- 日向真奈美（無期懲役囚） ：小泉今日子
- 大川紗耶香（タカの同級生）：丹生明里
- 端野則次（児童相談所・職員）：松本岳
- 柳町明楽（リクの父）：加藤浩次
- 松木敬子（児童相談所・総務班長）：稲森いずみ
- イケメンの同級生（紗耶香の同級生）：堀内京
- 紗耶香の友人：野口千優、熊倉媛子 
- 進（リクの同級生）：入江龍樹
- リクの同級生：宇陽大輝、長尾翼 

街の人々
- 石津紀子（石津牧場経営者、百男の妻）：飯島直子
- 石津百男（石津牧場経営者）：小沢仁志
- 長部音松（地区長）：木場勝己
- 市毛きぬ（市毛商店店主）：いしだあゆみ
- 石津智明（石津家の息子）：園田祥太（ダウ90000）
- 喜内三津留（町の不良若者リーダー）：長田拓郎
- 茂留（三津留の仲間）：原沢侑高
- 若者A（三津留の仲間）：勝沼優
- 若者B（三津留の仲間）：小笠原道拓

その他
- 医師：高橋ピロリ
- 看護師：畠山みなみ
- 古本屋の店主：木村優太
- レポーター ：佐藤愛純（秋田テレビアナウンサー、本人役）
- ラジオパーソナリティの声 ：相場詩織（フリーアナウンサー）
- ラジオパーソナリティの声、商店の客 ：シャバ駄馬男
- ラジオパーソナリティの声、商店の客 ：バリトン伊藤
- ラジオパーソナリティの声 ：笠井信輔
- んだッチ（秋田県の観光PRマスコットキャラクター）
- まるびちゃん（大仙市マスコットキャラクター）
- 明石幸男（警視庁捜査資料管理センター）：赤ペン瀧川（クレジットなし、前編のハイライト・ライブラリ出演）
- 刑務官 ：錦笑亭満堂（クレジットなし、前編のハイライト・ライブラリ出演）
- 捜索無線の声 ：亀山千広（内部エキストラ）、小野賢章、新井笙子、兼政郁人、菊池通武、中西正樹、吉岡琳吾 
- 役名不詳 ：杉山湧哉、石澤友規、守敦也、森本竜馬、曽我一耀、細井桃果、福岡梨央、高橋優衣、小林凛花、藤枝梨沙

室井の過去に関わる人物
- 青島俊作（警視庁刑事部捜査支援分析センター）：織田裕二（クレジットなし）
- 恩田すみれ ：深津絵里（クレジットなし、ライブラリ出演）
- 真下雪乃 ：水野美紀（クレジットなし、ライブラリ出演）

## スタッフ
- 監督：本広克行
- 脚本：君塚良一
- 製作：亀山千広、矢延隆生、小川泰、市川南
- 製作総指揮：臼井裕詞
- プロデューサー：根本圭、上原寿一、古郡真也
- 音楽：武部聡志
- シリーズ音楽：松本晃彦
- 撮影：川越一成
- 照明：加瀬弘行、木村伸
- 録音：武進
- 美術：相馬直樹、吉本幸人
- 編集：岸野由佳子
- 美術プロデューサー：福田のり
- 装飾：田中宏
- 衣裳統括：岡田敦之
- ヘアメイク：丸谷亜由美
- VFXスーパーバイザー：高栁優斗
- 記録：赤星元子
- 選曲：藤村義孝
- 音響効果：大河原将
- 宣伝プロデューサー：江上智彦
- アソシエイトプロデューサー：大坪加奈
- 監督補：三橋利行
- 助監督：尾﨑隼樹
- 制作担当：武田旭弘
- 製作：フジテレビジョン、BSフジ、東宝
- 制作プロダクション：FILM
- 配給：東宝

## 制作
（以下出典は公式シナリオガイドブックのインタビューによる）
本作および前作「室井慎次 敗れざる者」の企画は脚本担当の君塚が亀山に対し送ったメールが発端となっている。当時君塚は同じフジテレビ系で同じ警察ものである「教場」の執筆を5年近くに渡り続けていた。その中で木村拓哉演じる主人公・風間公親のドラマを書くうちに君塚の中で時々室井を思い出し「（風間の立場に室井が立ったら）彼ならどうするのだろう」と考える機会が何度もあった。そして次第に君塚は「室井を中途半端なままにしていたんじゃないか」「途中で放り出していたのかもしれない」と思うようになったという。加えて室井を演じる柳葉自身が室井と似た刑事役や逆に正反対のヤクザ役などのオファーを受けていないという噂を耳にしていて、柳葉や自分のために室井の終焉を描かなければならないのではないかと考えた君塚は、2022年12月5日に亀山に続編を制作できないかと打診するメールを送ったという。この時点で君塚は「室井を成仏させたい」と本作のラストを意識した内容を書いていた。
一方、当時BSフジ社長を務めていた亀山は話を受けた翌日・翌々日には君塚と再会し、まずは2人だけで話をしたという。亀山自身も再び「踊る」に向き合うことに驚きつつ、君塚のメールには「亀山・本広の3人ともう一本作りたい」という趣旨が書かれていたことが響いたとして、プロット制作を始めたという。この時点で映画2部作とは固まっておらず、君塚はBSフジで30分×4話程度のイメージを想定していたという。一方で亀山には2時間で終わらせるつもりはなかったとして、当初からある程度の分量は欲しいと考え、FODオリジナルドラマのような形式で6時間・6話程度の構成を考えたという。ところが話を進めていくと「踊る大捜査線」というIPの著作権はフジテレビが持っている（同じフジ・メディア・ホールディングスの企業ではあるが、フジテレビとBSフジは別企業である）としてBSフジ単独では話を進められないことが判明。これを受けて2023年に入り亀山はフジテレビのドラマ・映画制作局長の臼井と話をして、フジテレビの映画事業として制作することが決定し、これを受けて前後編2部作とすることが決まった。このため君塚は一旦亀山に調整を託した後、話が戻ってきた時にはフジテレビと東宝で全国公開の映画にするという決定事項となって戻ってきたとして驚いたという。
君塚と亀山が制作を進める一方、監督の本広と主演の柳葉からは色良い返事がもらえていなかったという。当初のプロットでは室井が警察を辞めて地元でひたすら農作業に勤しんでいる姿を淡々と描く内容だったが、本広自身は自分の得意分野ではないとして当初からオファーを断ったりしているうちに、考え込みすぎて倒れてしまったという。これを受けて2023年の秋口からは事件を盛り込んだプロットに方針が転換され、日向真奈美の娘が登場する現在の内容に近づいていった。
また柳葉は当時「ブギウギ」の制作中に室井の映画の話が来ていると聞かされるも「もういい」と当初は拒否反応を示していた。これは俳優のイメージが室井に固定化されることを懸念したことによるものだったという。亀山との話し合いの場も持ったものの一旦は白紙に戻すような回答になった。しかし再度話し合いの場が持たれた際に君塚が「室井を成仏させたい」という趣旨を言っていると聞かされ、君塚の真意を察した柳葉は本作について前向きに考えられるようになったという。

## 関連商品

### CD
- 『室井慎次　敗れざる者』&『室井慎次　生き続ける者』 (オリジナル・サウンドトラック) 2024年11月13日発売
- 『室井慎次　敗れざる者』&『室井慎次　生き続ける者』 (オリジナル・サウンドトラック)(2枚組) 2024年12月4日発売

### DVD / Blu-ray
- DVD / Blu-ray 2025年5月14日発売